# プエブロ (哨戒フリゲート)
| 画像をアップロード | |
| 艦歴               | |
| 発注:              | |
| 起工:              | 1943年11月14日                                                                                                  |
| 進水:              | 1944年1月20日                                                                                                   |
| 就役:              | 1944年5月27日                                                                                                   |
| 退役:              | 1946年4月6日 |
| 除籍:              | |
| その後:            | 1948年にドミニカ共和国に売却                                                                                    |
| 性能諸元           | |
| 排水量:            | 1,264 トン |
| 全長:              | 93.0m |
| 全幅:              | 11.4m |
| 吃水:              | 3.5m |
| 機関:              | ボイラー3基 5,500軸馬力 タービン2基 2軸推進                                                                     |
| 最大速力:          | 20 ノット |
| 航続距離:          | |
| 乗員:              | 190名 |
| 兵装:              | 3インチ50口径対空砲3門 40mm機関砲 4門 20mm機関砲 9門 ヘッジホッグ 1基 対潜爆雷投射機（Y砲）8基 爆雷投下軌条 2条 |

プエブロ (USS Pueblo, PF-13) は、アメリカ海軍の哨戒フリゲート。タコマ級の11番艦。コロラド州プエブロの名をつけられた2隻目のアメリカ海軍艦艇である。

## 艦歴
プエブロはカリフォルニア州リッチモンドのカイザー・カーゴ社の4番ヤードで1943年11月14日に起工。1944年1月20日にキャロル・バーンハートにより命名、進水し、1944年5月27日に艦長ドナルド・T・アダムズ沿岸警備隊中佐の指揮下就役した。
カリフォルニア州南部沿岸での慣熟航海の後、プエブロは気象観測機器を搭載し、サンフランシスコを基地として1946年3月まで気象観測などに従事した。
1946年4月6日退役。1947年9月22日にニューヨークの会社に売却された。翌1948年、ドミニカ共和国に売却された。1982年にスクラップとなる。